# Halbstrauch-Ehrenpreis
Der Halbstrauch-Ehrenpreis (Veronica fruticulosa), auch Strauchiger Ehrenpreis genannt, ist eine Pflanzenart aus der Gattung Ehrenpreis (Veronica) innerhalb der Familie der Wegerichgewächse (Plantaginaceae).

## Beschreibung

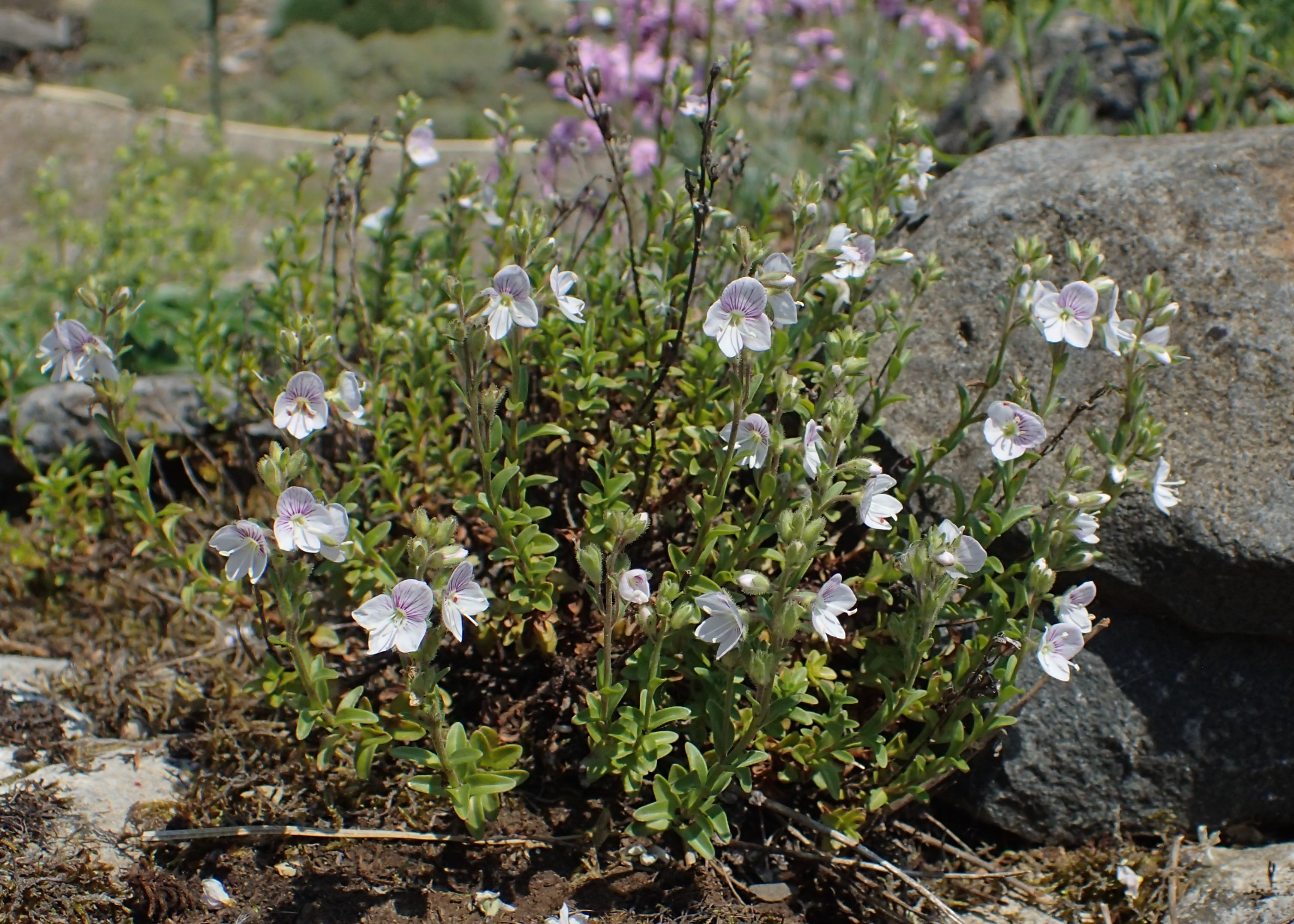
Habitus und Blüten

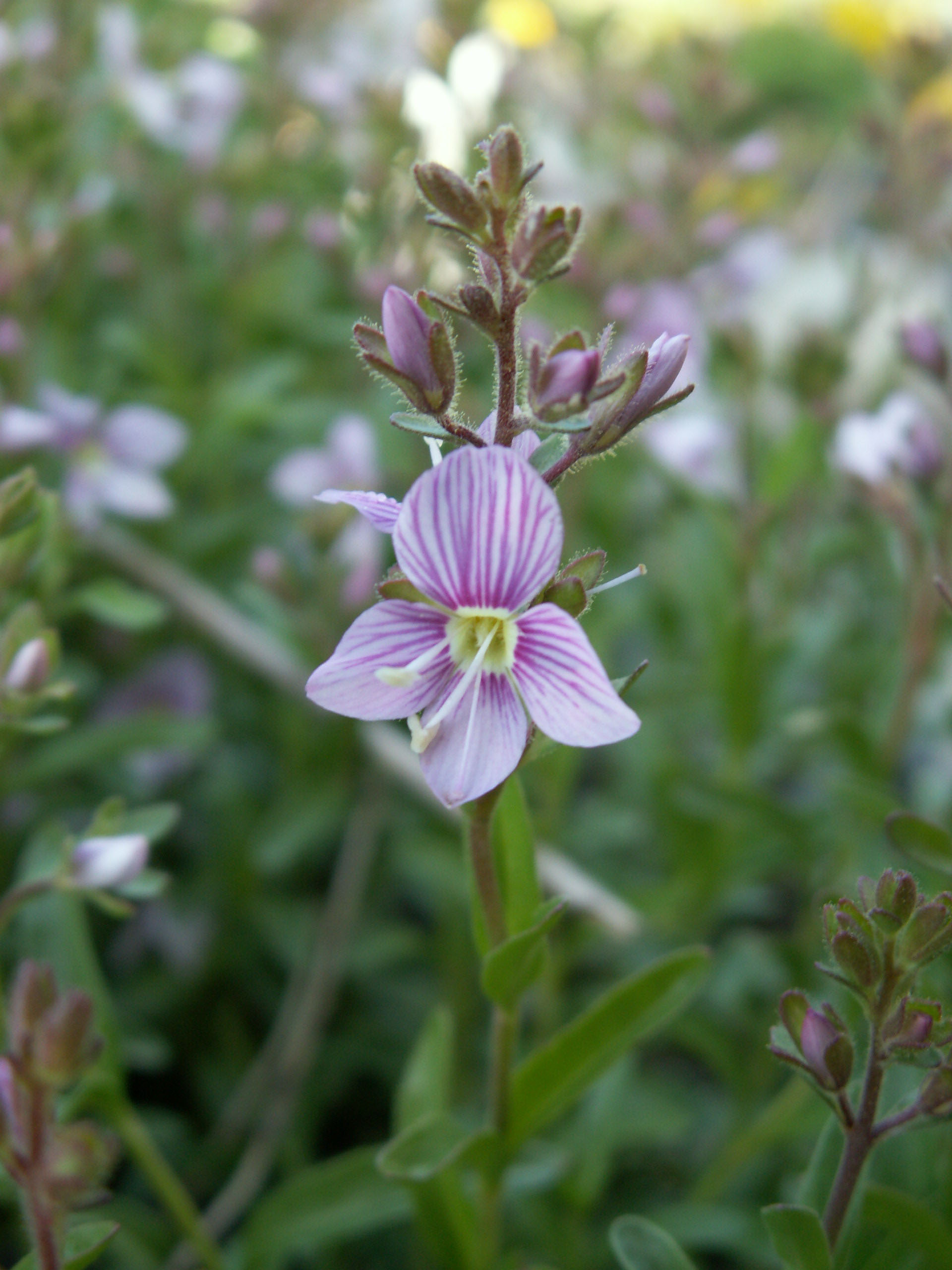
Blütenstand und zygomorphe Blüte

### Vegetative Merkmale
Der Halbstrauch-Ehrenpreis ist ein Halbstrauch der Wuchshöhen von 10 bis 20 Zentimeter erreicht. Die Zweige sind drüsig behaart.
Die gegenständig angeordneten Laubblätter sind in Blattstiel und -spreite gegliedert. An blühenden Zweigen stehen sechs bis zwölf Blattpaare. Der Blattstiel ist relativ kurz. Die einfache, fast kahle Blattspreite ist bei einer Länge von bis 25 Millimetern schmal-eiförmig.

### Generative Merkmale
Die Blütezeit reicht von Juni bis Juli. Der endständige, traubige Blütenstand enthält meist 8 bis 15 Blüten. Der Blütenstiel ist drüsig, abstehend behaart.
Die zwittrige Blüte ist zygomorph mit doppelter Blütenhülle. Der Blütenkelch ist drüsig, abstehend behaart. Die Blütenkrone ist blass-rosafarben mit dunkleren Adern.
Die zweiteilige Kapselfrucht ist 5 bis 7 Millimeter lang und enthält viele Samen. An der drüsig, samtig behaarten Kapselfrucht sind der beständige Kelch und der Griffel vorhanden.
Die Chromosomenzahl beträgt 2n = 16.

## Vorkommen
Für den Halbstrauch-Ehrenpreis gibt es Fundortangaben in Spanien, Frankreich, Deutschland, in der Schweiz, in Österreich, Italien, Slowenien, Bulgarien und in der Ukraine vor.
Der Halbstrauch-Ehrenpreis gedeiht in Mitteleuropa in sonnigen Steinschuttfluren der alpinen und subalpinen Höhenstufe auf mäßig frischen, lockerem Kalkschutt, auch in Felsspalten. Er ist eine Charakterart der Pflanzengesellschaften des Verbands Thlaspeion rotundifolii, kommt aber auch in Pflanzengesellschaften des Verbands Potentillion caulescentis vor. In Deutschland steigt er im bayerischen Allgäu südöstlich des Saloberggipfels bis zu einer Höhenlage von 2000 Metern auf. Auf der Schwäbischen Alb kommt er seit etwa 1896 am Fuchseck eingebürgert vor.
Die ökologischen Zeigerwerte nach Landolt et al. 2010 sind in der Schweiz: Feuchtezahl F = 2 (mäßig trocken), Lichtzahl L = 4 (hell), Reaktionszahl R = 5 (basisch), Temperaturzahl T = 2 (subalpin), Nährstoffzahl N = 2 (nährstoffarm), Kontinentalitätszahl K = 4 (subkontinental).

## Taxonomie
Die Erstveröffentlichung von Veronica fruticulosa erfolgte 1762  durch Carl von Linné in Species Plantarum, 2. Auflage, S. 15.